# Патнам (округ, Иллинойс)
Па́тнам (англ. Putnam County) — округ в штате Иллинойс, США. Официально образован в 1825 году. По состоянию на 2010 год, численность населения составляла 6006 человек.

## География
По данным Бюро переписи США, общая площадь округа равняется 445,480 км2, из которых 414,400 км2 — суша, и 31,080 км2, или 7,000 % — это водоёмы.

## Население
По данным переписи населения 2000 года в округе проживает 6086 жителей в составе 2415 домашних хозяйств и 1748 семей. Плотность населения составляет 15,00 человек на км2. На территории округа насчитывается 2888 жилых строений, при плотности застройки около 7,00 строений на км2. Расовый состав населения: белые — 97,62 %, афроамериканцы — 0,62 %, коренные американцы (индейцы) — 0,35 %, азиаты — 0,26 %, гавайцы — 0,00 %, представители других рас — 0,62 %, представители двух или более рас — 0,53 %. Испаноязычные составляли 2,81 % населения независимо от расы.
В составе 30,50 % из общего числа домашних хозяйств проживают дети в возрасте до 18 лет, 62,10 % домашних хозяйств представляют собой супружеские пары, проживающие вместе, 7,00 % домашних хозяйств представляют собой одиноких женщин без супруга, 27,60 % домашних хозяйств не имеют отношения к семьям, 24,60 % домашних хозяйств состоят из одного человека, 12,30 % домашних хозяйств состоят из престарелых (65 лет и старше), проживающих в одиночестве. Средний размер домашнего хозяйства составляет 2,52 человека, и средний размер семьи — 2,99 человека.
Возрастной состав округа: 25,10 % — моложе 18 лет, 7,00 % — от 18 до 24, 26,70 % — от 25 до 44, 25,30 % — от 45 до 64, и 25,30 % — от 65 и старше. Средний возраст жителя округа — 40 лет. На каждые 100 женщин приходится 97,70 мужчин. На каждые 100 женщин старше 18 лет приходится 96,20 мужчин.
Средний доход на домохозяйство в округе составлял 45 492 USD, на семью — 50 708 USD. Среднестатистический заработок мужчины был 40 938 USD против 21 706 USD для женщины. Доход на душу населения составлял 19 792 USD. Около 4,20 % семей и 5,50 % общего населения находились ниже черты бедности, в том числе — 8,80 % молодежи (тех, кому ещё не исполнилось 18 лет) и 3,10 % тех, кому было уже больше 65 лет.